# Germán Mera
Germán Mera Cáceres (Cali, 5 marzo 1990) è un calciatore colombiano, difensore del Cienciano.

## Carriera
È cresciuto nelle giovanili del Deportivo Cali.

## Statistiche

### Presenze e reti nei club
Statistiche aggiornate al 30 gennaio 2017.
| Stagione              | Squadra               | Campionato            | Campionato | Campionato | Coppe nazionali | Coppe nazionali | Coppe nazionali | Coppe continentali | Coppe continentali | Coppe continentali | Altre coppe | Altre coppe | Altre coppe | Totale | Totale | Totale |
| Stagione              | Squadra               | Comp                  | Pres       | Reti       | Comp            | Pres            | Reti            | Comp               | Pres               | Reti               | Comp        | Pres        | Reti        | Pres   | Reti   |        |
| --------------------- | --------------------- | --------------------- | ---------- | ---------- | --------------- | --------------- | --------------- | ------------------ | ------------------ | ------------------ | ----------- | ----------- | ----------- | ------ | ------ | ------ |
| 2009                  | Córdoba               | B                     | 16         | 0          | CC              | 0               | 0               |                    | -                  | -                  |             | -           | -           | 16     | 0      |        |
| 2009                  | Atlético La Sabana    | B                     | 40         | 5          | CC              | 0               | 0               |                    | -                  | -                  |             | -           | -           | 40     | 5      |        |
| 2010                  | Deportivo Pasto       | B                     | 30+2       | 2          | CC              | 0               | 0               |                    | -                  | -                  |             | -           | -           | 32     | 2      |        |
| 2011                  | Deportivo Cali        | A                     | 26         | 0          | CC              | 9               | 0               | CS                 | 1                  | 0                  |             | -           | -           | 36     | 0      |        |
| 2012                  | Deportivo Cali        | A                     | 10         | 0          | CC              | 7               | 0               |                    | -                  | -                  |             | -           | -           | 17     | 0      |        |
| 2013                  | Deportivo Cali        | A                     | 1          | 0          | CC              | 3               | 0               |                    | -                  | -                  |             | -           | -           | 4      | 0      |        |
| 2013                  | Colorado Rapids       | MLS                   | 14         | 0          | USCup           | 1               | 0               |                    | -                  | -                  |             | -           | -           | 15     | 0      |        |
| 2014                  | Atlético Bucaramanga  | B                     | 14         | 0          | CC              | 0               | 0               |                    | -                  | -                  |             | -           | -           | 14     | 0      |        |
| 2014                  | Deportivo Cali        | A                     | 17         | 1          | CC              | 3               | 0               | CS                 | 4                  | 0                  |             | -           | -           | 24     | 1      |        |
| 2015                  | Deportivo Cali        | A                     | 43         | 3          | CC              | 4               | 0               |                    | -                  | -                  |             | -           | -           | 47     | 3      |        |
| 2016                  | Deportivo Cali        | A                     | 29         | 3          | CC              | 3               | 1               | CS                 | 6                  | 0                  | SC          | 1           | 0           | 39     | 4      |        |
| 2017                  | Deportivo Cali        | A                     | 25         | 2          | CC              | 2               | 0               | CS                 | 2                  | 0                  |             | -           | -           | 29     | 2      |        |
| Totale Deportivo Cali | Totale Deportivo Cali | Totale Deportivo Cali | 151        | 9          |                 | 31              | 1               |                    | 13                 | 0                  |             | 1           | 0           | 196    | 10     |        |
| 2017-2018             | Club Bruges           | D1                    | 2          | 0          | CB              | 0               | 0               | UCL                | 0                  | 0                  |             | -           | -           | 2      | 0      |        |
| 2017-2018             | Malines               | D1                    | 4          | 0          | CB              | 0               | 0               |                    | -                  | -                  |             | -           | -           | 4      | 0      |        |
| Totale carriera       | Totale carriera       | Totale carriera       | 273        | 16         |                 | 32              | 1               |                    | 13                 | 0                  |             | 1           | 0           | 319    | 17     |        |

## Palmarès

### Club

#### Competizioni nazionali
- Campionato colombiano: 1

Deportivo Cali: 2015-I
- Coppa del Belgio: 1

Malines: 2018-2019